# Media Carriage Works
Media Carriage Works war ein US-amerikanischer Hersteller von Kutschen und Automobilen.

## Unternehmensgeschichte
Das Unternehmen wurde 1895 in Media in Pennsylvania gegründet. E. L. Cunningham, H. J. Hipple und W. W. Johnson leiteten es. Es stellte Kutschen her. Im ersten Jahr waren 10 Personen beschäftigt und um die Jahrhundertwende 30. Das Werk hatte vier Stockwerke.
1899 begannen Versuche mit Automobilen, wobei Cunningham die treibende Kraft war. Das erste Fahrzeug wurde im gleichen Jahr an den Arzt W. A. Davis aus Camden in New Jersey verkauft. Die Serienproduktion lief 1900 an. Der Markenname lautete Media. Im gleichen Jahr endete wahrscheinlich die Kraftfahrzeugproduktion, wobei nicht ausgeschlossen wird, dass danach noch ein bis zwei Fahrzeuge entstanden.
Das Unternehmen wurde wohl 1912 aufgelöst.

## Fahrzeuge
Im Angebot standen Elektroautos. Die Batterien kamen von der Pullen Battery & Electrical Manufacturing Company aus Philadelphia. Der Aufbau war ein Runabout mit zwei Sitzen. Das Leergewicht war mit 408 kg angegeben, die Höchstgeschwindigkeit mit 19 km/h und die Reichweite mit 56 km. Der Neupreis betrug 1100 US-Dollar.